# ZPU-4
A ZPU-4 é uma arma de artilharia de quatro canos de antiaérea soviética baseada na KPV de 14,5mm. Entrou ao serviço em 1949 pela mão da União Soviética sendo utilizada por mais de 50 países. Existem duas variantes, de um e dois canos, a ZPU-1 e ZPU-2, respectivamente.

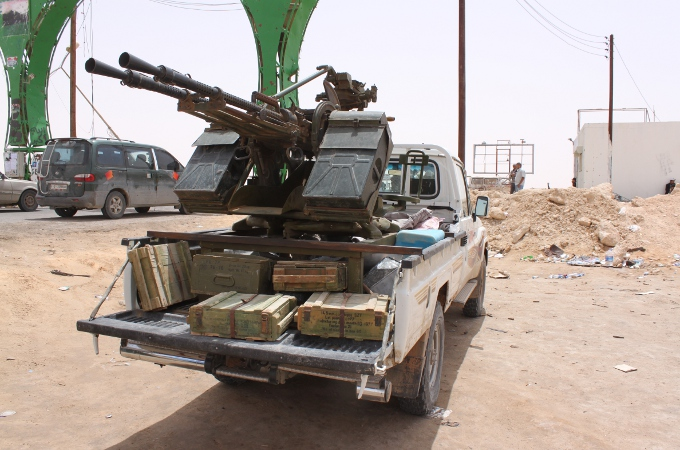
Um ZPU usado por rebeldes líbios, 2011.